# Castella (gastronomia)
Il castella  (カステラ?, kasutera) anche detto torta castella, è un wagashi giapponese simile al pan di Spagna.

## Descrizione
Il castella è molto simile al pão de ló (un dolce portoghese simile al pan di Spagna). Contiene molte uova e presenta tipicamente una forma rettangolare. Non contiene latticini. Esistono molte varianti dell'alimento con, ad esempio, polvere di tè matcha e cacao.
Viene spesso accompagnato con il tè verde.

## Etimologia e storia
Il nome del dolce deriva dal portoghese pão de Castela, che significa "pane della Castiglia".
Il castella fu importato in Giappone da alcuni marinai e missionari portoghesi che, durante il sedicesimo secolo, raggiunsero Nagasaki. e da qui il dolce si diffuse nel Sol Levante e in seguito anche in altri paesi fra cui la Corea e Taiwan. Oggi il castella è un dolce popolarissimo cibo da strada servito in tutto il Giappone e spesso consumato durante le celebrazioni. Lo si può reperire anche nei molti konbini (convenience store) del paese.

## In Taiwan
La variante taiwanese del castella, che è anch'essa diffusa in Giappone, è più simile a un soufflé rispetto alla controparte giapponese e presenta un centro cremoso. Una specialità diffusa nel distretto di Tamsui è un semplice castella a forma di cuscino.